# Ивановка (Егорьевский район)

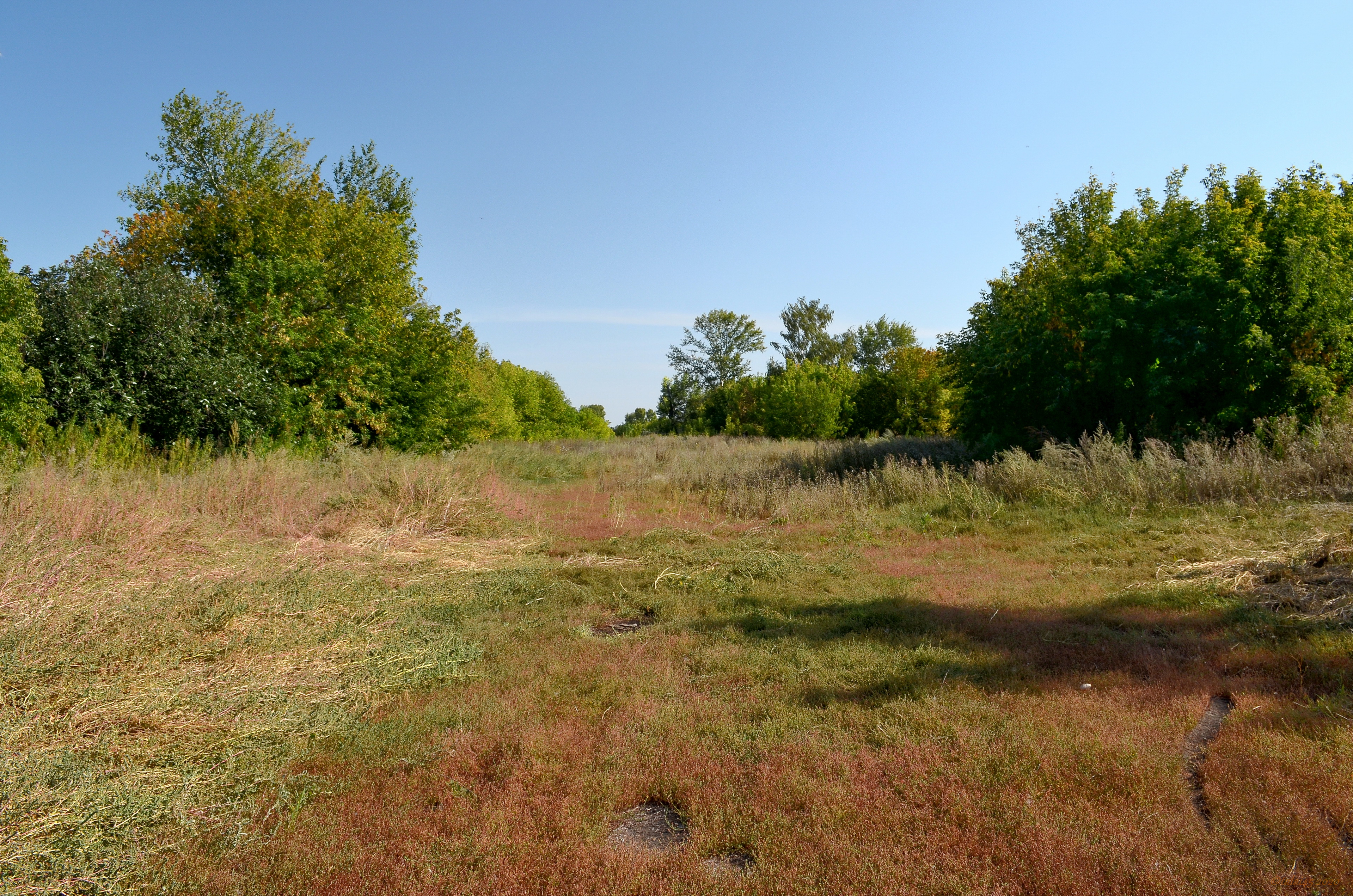
Заброшенное село Ивановка

Ивановка — село в Егорьевском районе Алтайского края России, входившее в состав Первомайского сельсовета. К 2020 году это опустевший населённый пункт.

## География
Село находится в юго-западной части края, в дести километрах от посёлка Мирный по дороге 01Н-0901. 
Ивановка состояла из одной улицы (улица Колхозная).
Климат здесь умеренный, континентальный. Средняя температура января составляет −12,5 °C, июля — +18,6 °C. Годовое количество осадков составляет 362 мм.

## История
Посёлок Ивановка был основан в 1922 году. В 1928 году в посёлке функционировала школа, имелось 78 хозяйств. В административном отношении Ивановка являлась центром сельсовета Рубцовского района Рубцовского округа Сибирского края.

В 1931 г. посёлок Ивановский состоял из 21 хозяйств, в составе Ивановского сельсовета Рубцовского района.

## Население
| 1926 | 1931 | 1939 | 1959 | 1970 | 1979 | 1989 | 1992 | 1997 |
| ---- | ---- | ---- | ---- | ---- | ---- | ---- | ---- | ---- |
| 427  | ↘149 | ↗386 | ↗444 | ↘309 | ↘173 | ↘76  | ↗89  | ↗112 |
| 1998 | 1999 | 2000 | 2001 | 2002 | 2003 | 2004 | 2005 | 2006 |
| ↗128 | ↘114 | ↗120 | ↘111 | ↘101 | ↗109 | ↗112 | ↘88  | ↘63  |
| 2007 | 2008 | 2009 | 2010 | 2011 | 2012 | 2014 |      |      |
| ↘47  | ↘45  | ↘15  | ↘0   | ↗1   | →1   | ↘0   |      |      |

Национальный состав
Согласно результатам переписи 2002 года, в национальной структуре населения русские составляли 93 % от 112 чел.

## Транспорт
Ивановка доступна автомобильным транспортом только в летний период.
Подходит автодорога регионального значения «Песчаный Борок — Первомайское — Ивановка» (идентификационный номер 01 ОП МЗ 01Н-0901).

## Известные уроженцы
Родионов Александр Михайлович - писатель

Примечания
1. 1 2 3 4 5 6 7 8 9  Генеральный план муниципального образования Первомайский сельсовет Егорьевского района Алтайского края» Том 1
2. ↑  Регионы России → Алтайский край. → Егорьевский р-н → Ивановка с. Дата обращения: 29 августа 2017. Архивировано 5 сентября 2017 года.
3. ↑  Егорьевский район. Природно-климатические показатели. Официальный сайт Администрации Алтайского края. Дата обращения: 29 августа 2017. Архивировано 25 июля 2020 года.
4. ↑  Список населённых мест Сибирского края. — Том 1. Округа Юго-Западной Сибири. — Новосибирск: Сибирский Краевой Исполнительный Комитет. Статистический отдел, 1928. — 831 с.
5. ↑  Рубцовский район Западно-Сибирского края : экономический справочник. — Новосибирск : [б. и.], 1931 (тип. № 1). — 206 с.
6. ↑  Список населённых мест Сибирского края (Том I)
7. 1 2 3 4 5 6 7 8 9 10 11 12 13  Численность населения по сельским населённым пунктам на 1 января (по данным похозяйственного учёта) по 2010 год
8. ↑  ВПН-2010. Алтайский край
9. 1 2  Численность населения по муниципальным образованиям на 1 января 2011, 2012, 2013 гг. (в том числе по населённым пунктам) по данным текущего учёта
10. ↑  Коряков Ю. Б.. База данных «Этно-языковой состав населённых пунктов России». Дата обращения: 22 июля 2020. Архивировано 3 февраля 2019 года.
11. ↑  Постановление Администрации Алтайского края от 27.04.2009 N 188 (ред. от 21.01.2019) «Об утверждении перечня автомобильных дорог общего пользования регионального или межмуниципального значения»